# Ешлінг Франчозі
Ешлінг Франчозі (англ. Aisling Franciosi, [ˈæʃlɪŋ frænˈtʃoʊzi] ASH-ling fran-CHOH-zee; нар. 6 червня 1993, Дублін, Ірландія) — ірландська акторка. Володарка нагороди Австралійської академії кіно і телебачення за головну роль у фільмі «Соловей» (2018). На телебаченні знана за ролями в кримінальній драмі RTÉ — BBC Two «Падіння» (2013—2016), 2 сезоні серіалу TNT «Легенди» (2015) і мінісеріалі BBC One «Чорний нарцис» (2020).

## Ранні роки
Народилася в Дубліні 6 червня 1993 року в сім'ї ірландки й італійця. Має двох старших братів і молодшу сестру. Навчалася в Триніті-коледжі в Дубліні.

## Кар'єра
У 2013—2016 роках знімалася в ролі Кеті Бенедетто в кримінальному драматичному серіалі RTÉ та BBC Two «Падіння». Дебютувала в повнометражному кіно у стрічці Кена Лоуча «Зал Джиммі» 2014 року. Наступного року знялася у другому сезоні серіалу TNT «Легенди» в ролі Кейт Кроуфорд.
2016 року з'явилася в серіалі HBO «Гра престолів» у шостому сезоні в ролі Ліанни Старк і повторила свою роль у сьомому. Вона зіграла головну роль Клер Керролл у драмі 2018 року «Соловей», дія якої розгортається в Тасманії та знята Дженніфер Кент. За свою роль отримала схвалення критиків і низку нагород, зокрема AACTA. Виконала ролі другого плану та повторювані ролі в першому сезоні трилера BBC «Кліка» і в частині про Пікассо телевізійної антології National Geographic «Геній».

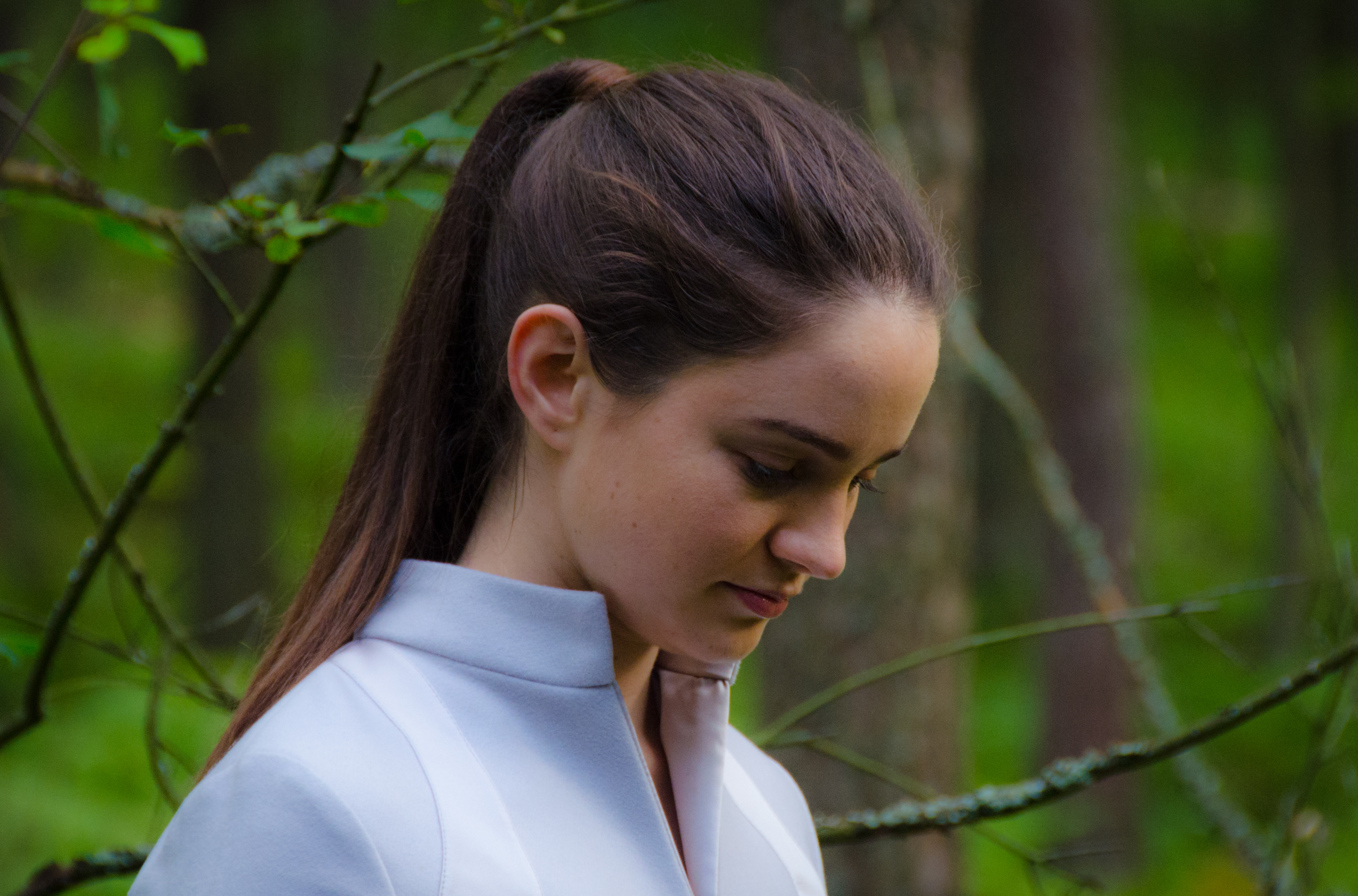
Франчозі, 2016 рік

Зіграла сестру Рут у мінісеріалі 2020 року «Чорний нарцис» разом з Джеммою Артертон. Відтоді знялася у фільмах «Дім», «Непрощенна», «Божі створіння», «Остання подорож „Деметри“», «Стопмоушн» і «Не говори зі злом». 2021 року стало відомо про її участь у фільмі режисерки Сем Тейлор-Джонсон, а 2024 року приєдналася до акторського складу трилеру «Встань сонце!», режисера Джеймі Адамса, та комедійної стрічки Джеймса Свіні.

## Особисте життя
Вільно володіє англійською, ірландською й італійською мовами. Вивчала французьку та іспанську мови в університеті.

## Фільмографія

### Фільми
| Рік  |    | Українська назва          | Оригінальна назва              | Роль            |
| ---- | -- | ------------------------- | ------------------------------ | --------------- |
| 2014 | ф  | Зал Джиммі                | Jimmy's Hall                   | Мері            |
| 2014 | кф | Амбіції                   | Ambition                       | учениця         |
| 2016 | кф | Амбіції — епілог          | Ambition – Epilogue            | майстер         |
| 2016 | кф |                           | The Sticks                     | Сара            |
| 2018 | ф  | Соловей                   | The Nightingale                | Клер Керролл    |
| 2020 | ф  | Дім                       | Home                           | Дельта          |
| 2021 | ф  | Непрощенна                | The Unforgivable               | Кетрін Малкольм |
| 2022 | ф  | Божі створіння            | God's Creatures                | Сара Мерфі      |
| 2023 | ф  | Остання подорож «Деметри» | The Last Voyage of the Demeter | Анна            |
| 2023 | ф  | Стопмоушн                 | Stopmotion                     | Елла Блейк      |
| 2024 | ф  | Не говори зі злом         | Speak No Evil                  | Сіара           |
| 2025 | ф  |                           | Twinless                       | Марсі           |

### Телебачення
| Рік       |    | Українська назва        | Оригінальна назва         | Роль                                     |
| --------- | -- | ----------------------- | ------------------------- | ---------------------------------------- |
| 2012      | с  | Дрібниці                | Trivia                    | Тріш                                     |
| 2013—2016 | с  | Падіння                 | The Fall                  | Кеті Бенедетто (16 епізодів)             |
| 2014      | с  | Квірк                   | Quirke                    | Фібі Гріффін (3 епізоди)                 |
| 2015      | с  | Віра                    | Vera                      | Сігурні О'Браєн (Епізод: "Muddy Waters") |
| 2015      | с  | Легенди                 | Legends                   | Кейт Кроуфорд (2 сезон)                  |
| 2016—2017 | с  | Гра престолів           | Game of Thrones           | Ліанна Старк (2 епізоди)                 |
| 2017      | с  |                         | Clique                    | Джорджія Каннінгем (6 епізодів)          |
| 2018      | с  | Геній: Пікассо          | Genius: Picasso           | Фернанде Олів'є (2 сезон)                |
| 2020      | с  | Я знаю, що це правда    | I Know This Much Is True  | юна Десса (2 епізоди)                    |
| 2020      | с  | Чорний нарцис           | Black Narcissus           | Сестра Рут (3 епізоди)                   |
| 2023—2024 | мс | Легенда про Vox Machina | The Legend of Vox Machina | Кайлі (10 епізодів)                      |
| 2025      | с  | Покинуті                | The Abandons              | Тріша Ван Несс (10 епізодів)             |

## Визнання
| Рік  | Нагорода                                                   | Категорія                                  | Робота         | Результат | Пос.   |
| ---- | ---------------------------------------------------------- | ------------------------------------------ | -------------- | --------- | ------ |
| 2015 | Ірландська нагорода у галузі кіно та телебачення           | Найкраща жіноча роль другого плану — Драма | Падіння        | Перемога  | [ 16 ] |
| 2019 | Готем                                                      | Прорив року                                | Соловей        | Номінація |        |
| 2019 | Товариство кінокритиків Детройта                           | Прорив року                                | Соловей        | Номінація |        |
| 2019 | Премія Австралійської академії кінематографа і телебачення | Найкраща акторка                           | Соловей        | Перемога  | [ 17 ] |
| 2019 | Асоціація кінокритиків Чикаго                              | Найперспективніший виконавець              | Соловей        | Перемога  |        |
| 2019 | Товариство кінокритиків Дубліна                            | Прорив року                                | Соловей        | Перемога  | [ 18 ] |
| 2020 | Альянс кіножурналісток                                     | Найсміливіше виконання                     | Соловей        | Перемога  |        |
| 2020 | Ірландська нагорода у галузі кіно та телебачення           | Найкраща акторка — Фільм                   | Соловей        | Номінація | [ 19 ] |
| 2020 | Ірландська нагорода у галузі кіно та телебачення           | Висхідна зірка                             | Висхідна зірка | Перемога  | [ 19 ] |
| 2021 | Ірландська нагорода у галузі кіно та телебачення           | Найкраща акторка — Драма                   | Чорний нарцис  | Номінація |        |
| 2022 | Премія британського незалежного кіно                       | Найкраща жіноча роль другого плану         | Божі створіння | Номінація |        |
| 2023 | Ірландська нагорода у галузі кіно та телебачення           | Найкраща жіноча роль другого плану — Фільм | Божі створіння | Номінація | [ 20 ] |